# Aviatik D.I
L'Aviatik D.I, identificato anche come Berg D.I o Aviatik (Berg) D.I, fu un caccia monoposto biplano sviluppato dall'azienda austro-ungarica Österreichisch-Ungarische Flugzeugfabrik Aviatik GmbH e prodotto, oltre che dalla stessa, da alcune aziende aeronautiche austro-ungariche negli anni dieci del XX secolo.
Entrato in produzione nel 1917 riuscì ad essere utilizzato dalla K.u.k. Luftfahrtruppen, l'aeronautica militare dell'Impero austro-ungarico, solamente nelle fasi finali della prima guerra mondiale.

## Storia del progetto
Durante le prime fasi della prima guerra mondiale, l'industria meccanica progredì velocemente nello sviluppo della componentistica sottoposta alle autorità militari tedesco imperiali. Non così veloce fu invece nell'alleato austro-ungarico, che preferì affidarsi alla produzione su licenza invece di sviluppare modelli di progettazione nazionale. Tuttavia alcune aziende, avendo acquisito sufficiente esperienza, decisero di sviluppare qualche modello derivato che introduceva differenze strutturali tali da essere considerati nuovi modelli.
La Österreichisch-Ungarische Flugzeugfabrik Aviatik (Ö-UF Aviatik), succursale che la tedesco imperiale Automobil und Aviatik aveva aperto a Vienna già dal 1914, affidò lo sviluppo di un nuovo velivolo da caccia al suo capo progettista Julius von Berg.
La notizia che Berg aveva già avviato la progettazione di due velivoli completamente nuovi giunse al colonnello Emil Uzelac, a quel tempo comandante del servizio aereo dell'esercito austro-ungarico, che dovendo sottostare alle costanti carenze di mezzi esortò l'ingegnere decretando che lo sviluppo dei due modelli doveva ricevere la massima priorità.
Presentati nel giugno 1916 all'attenzione del Fliegerarsenal, ne ricevette tuttavia un rifiuto assieme al consiglio di basarsi su un modello già sviluppato dalla casa madre, l'Aviatik D.II. Nonostante l'esito negativo Berg continuò nel suo intento modificando ulteriormente il progetto originale nel biposto da ricognizione armato Aviatik (Berg) C.I e nel caccia monoposto D.I, facendo ottenere per quest'ultimo un ordine di fornitura emesso nel settembre successivo per 100 esemplari, di cui tre prototipi e quattro (poi sette) esemplari di preserie equipaggiati con un motore Austro-Daimler da 185 CV (138 kW).

### Sviluppo
I lavori su un primo prototipo, identificato con la sigla 30.14, vennero avviati nell'agosto 1916. Il velivolo, di impostazione classica monomotore con velatura biplana, era caratterizzato dalla costruzione mista, metallo e legno, con la fusoliera ricoperta da pannelli in compensato ed ali ricoperte di tela trattata, motorizzato con un Austro-Daimler raffreddato a liquido. Il successivo 16 ottobre, durante un volo di prova, il pilota collaudatore Ferdinand Konschel ne perse il controllo nel cielo sopra Aspern, Donaustadt, il ventiduesimo distretto di Vienna, precipitando, rimanendo ucciso nell'incidente e distruggendo il velivolo. Per cercare di ovviare al suo malfunzionamento Berg avviò una serie di modifiche che si concretizzarono in ulteriori tre cellule: il 30.19 destinato alle prove a terra, il 30.20 destinato alle prove di volo ed il 30.21 realizzato come cellula di scorta.
Il modello così modificato venne portato in volo con successo il 24 gennaio 1917, equipaggiato con una mitragliatrice Schwarzlose M.07/12 non sincronizzata posizionata al di sopra dell'ala superiore. Presentato al Fliegerarsenal, ne ottenne l'autorizzazione alla produzione in serie con la designazione D.I; tuttavia gli esemplari di produzione vennero modificati nell'armamento, sostituendo la soluzione singola con una coppia di Schwarzlose dotate di sincronizzatore e posizionate davanti al pilota.

## Impiego operativo
Sul fronte italiano nel maggio-giugno 1917 sono in linea i primi due esemplari nella Fluggeschwader I (FlG I) di Divaccia.
Dall'aprile 1918 Julius Arigi vi ottiene 7 vittorie fino all'agosto 1918.
Al 15 ottobre 1918 erano in linea i seguenti esemplari: 4 nella Flik 37P di San Lorenzo (Codroipo), 2 nella Flik 46P, 6 nella Flik 40P, 4 nella Flik 70P e 11 nella Flik 31P di Levico Terme.
Julius Arigi vi ottiene 7 vittorie dal 17 aprile 1918 al 23 agosto, Béla Macourek quattro dal 6 luglio 1918 al 6 settembre, Roman Schmidt una il 27 ottobre ed una anche Alois Rodlauer.

## Utilizzatori
Austria-Ungheria
- k.u.k. Luftfahrtruppen